# جيوفري كولفين
جيوفري كولفين (بالإنجليزية: Geoffrey Colvin)‏ هو كاتب أمريكي، ولد في 1941 في فيرمليون في الولايات المتحدة.